# KV Skënderbeu
KV Skënderbeu – kosowski klub siatkarski z miejscowości Kraishtë w gminie Lipljan. Założony został w 1984 roku przez Saliego Shalę, który pełnił funkcję prezesa klubu do 2004 roku.
W 2004 roku ze względu na problemy finansowe działalność klubu została zawieszona. W 2020 roku dzięki zbiórce zorganizowanej przez mieszkańców Kraishtë wznowiono działalność klubu, a nowym prezesem został Imri Lacaj.
W sezonie zimowym 2020 klub startował w I lidze (Liga e Parë). Wywalczył on awans do Superligi B, w której występował w sezonie wiosennym 2021. Zajął w niej 1. miejsce. W sezonie 2001/2002 w Superlidze zajął 6. miejsce.
W 2023 roku KV Skënderbeu zdobył Puchar i Superpuchar Kosowa.
KV Skënderbeu nigdy nie występował w europejskich pucharach.